# Televiteatros (serie de televisión)
Televiteatros fue una nueva versión de un programa de televisión transmitido en los 60, que eran clásicos de la literatura y obras de teatro llevadas a la Televisión.

## Televiteatros (década de los 60)
En la década de los 60 en Estados Unidos los actores cinematográficos despreciaban la televisión, fue cuando entraron las series y telenovelas parecidas al cine, no por el tiempo de trabajo, sino por el ensayo en cámara, con cámaras en movimientos en rieles, y aquí en México, en Telesistema Mexicano (hoy Televisa) se hizo algo parecido con los televiteatros que gestaron la producción en la pantalla chica.
La televisión tuvo la gran fortuna de que se forjara con los grandes actores del medio como de la talla de: Angélica Aragón, José Gálvez, Beatriz Sheridan, Ofelia Guilmáin, entre otros quienes protagonizaron los televiteatros en México.

## Televiteatros (1993)
En 1993 Televisa produjo la serie televiteatros o videoteatros, con clásicos de la literatura y piezas de teatro "moderno", adaptadas para la televisión con duración de una hora. El logo de esta serie eran dos máscaras que representan al teatro y significan la comedia y la tragedia.
Esta serie se transmitía la noche de los sábados a las 22:00 horas por el canal 2 de Televisa y también se hacían transmisiones vía satélite a Europa por medio del canal Galavisión .
La selección de textos (95% fue obras de teatro), su adaptación y su producción, fue encomendada por don Luis de Llano Palmer, generador y promotor de este proyecto, a gente conocida de la televisión y del teatro, algunos, reconocidos profesionales. Se llamó a Christian Bach y Humberto Zurita para las historias de amor, a Silvia Pinal y Roberto Gómez Bolaños para la comedia, a Sergio Jiménez y Rafael Baledón para algo que en Televisa llaman “drama” (género desconocido en los talleres de dramaturgia), para el “género” de humor (otro género nuevo) a Jorge Ortiz de Pinedo y Mauricio Herrera, y para el ciclo Cosa Juzgada, a Miguel Sabido. A veces, la adaptación la hicieron los propios dramaturgos, en otras se llamó a guionistas de telenovelas, y en algunos casos a conocidos escritores cuyos nombres veremos en la pantalla en los próximos meses, y se convocó también a excelentes actores de extracción teatral (María Rojo, Manuel Ojeda, Blanca Guerra, Diana Bracho, Angélica Aragón) aunque se colaron algunas figuras de la televisión (Verónica Castro, por ejemplo), para hacer más llamativo el reparto.
Destaca el capítulo de la Santa, adaptación de un capítulo de la serie argentina "Cosa Juzgada", escrito por Juan Carlos Gene. En dicha historia se trata el tema del fanatismo religioso y como este puede desembocar en un final fatal.

## Capítulos

### Televiteatros (México, 1992-1993)
- "Doña Perfecta" con María Rubio†.
- "Amor de Madre" con Carmen Salinas y Arcelia Ramírez. (Cosa Juzgada)
- "Sombras del Corazón" con Erika Buenfil.
- “La Santa” con Francesca Guillén, Patricia Reyes Spíndola y Salvador Sánchez. (Cosa Juzgada)
- “La Heredera” con Edith González y Humberto Zurita.
- “Lil, La Muchacha de los ojos color del tiempo” con Christian Bach† y Humberto Zurita.
- "Juegos Fatuos" con María Rubio† y Diana Bracho.
- "Los Motivos del Lobo" con Claudio Brook†.
- "El primo Basilio" con Fernando Colunga.
- "La Tía de Carlos" con Eugenio Derbez, Luis Ernesto Cano†, Ana Luisa Peluffo y Luis Gimeno†. (Humor)
- "Ánimas del purgatorio" con Emoé de la Parra
- "Los prodigiosos" con María Rojo, Sergio de Bustamante+, Octavio Galindo+ y Kate del Castillo. (Humor)

## Actores
- Alpha Acosta
- Susana Alexander
- Ernesto Alonso†
- Patricia Reyes Spindola
- Marta Aura
- Christian Bach†
- Anna Ciocchetti
- Félix Córdova
- Edith González
- Aarón Hernán
- Mauricio Herrera
- Jorge Jiménez
- Ariel López Padilla
- Alberto Mayagoitía
- Evita Muñoz "Chachita"†
- Montserrat Ontiveros
- Jorge Ortiz de Pinedo
- Lourdes Reyes
- María Teresa Rivas†
- Blanca Sánchez†
- Arleth Terán
- Cecilia Tijerina
- Kate del Castillo
- Humberto Zurita
- María Rojo
- Sergio Bustamante†
- Octavio Galindo
- Héctor Cruz
- Lourdes Villarreal
- René Campero
- Martha Meneses
- Dolores Salomón "La Bodoquito"
- José Anaya
- Roberto Gutiérrez
- Angélica Rivera
- Alejandro Montoya
- Francesca Guillén

## DVD
La serie de 1992-93 estará disponible próximamente el mismo tipo de formato.

## Curiosidades
- Anahí tenía diez años de edad, cuando fue elegida para tener una corta participación en un televiteatro (1993) de Televisa.